# الحكومة العراقية المؤقتة
الحكومة العراقية المؤقتة أو حكومة أياد علاوي هي السلطة الثالثة حسب التسلسل الزمني التي تشكلت في العراق عقب غزو قوات التحالف بقيادة الولايات المتحدة الأمريكية للعراق في 2003 والتي أدت إلى الإطاحة بحكم الرئيس العراقي السابق صدام حسين وحزبه الحاكم حزب البعث العربي الاشتراكي.
وتشكلت الحكومة المؤقتة في 28 حزيران 2004 لتحل محل سلطة الائتلاف الموحدة ومجلس الحكم في العراق وإدارة شؤون العراق تحت إشراف الولايات المتحدة الأمريكية إلى أن حل محلها الحكومة العراقية الانتقالية في 3 مايو 2005. وكانت الحكومة معترف بها من قبل الولايات المتحدة الأمريكية والجامعة العربية وبعض الدول الأخرى كممثل شرعي للعراق ولكن الولايات المتحدة أحتفظت بصلاحيات واسعة في العراق وكانت هي صاحبة القرار أثناء فترة الحكومة المؤقتة.
وضمت الحكومة العراقية المؤقتة رئيسًا ونائبين ورئيس وزراء ونائبًا واحدًا وكذلك 31 وزيرا وست وزيرات وخمس وزراء دولة. تم اختيار اياد علاوي كرئيس وزراء من خلال تصويت داخلي قام به أعضاء مجلس الحكم في العراق وكان الأعتقاد السائد إن الأختيار تم حسب توصية مبعوث الأمم المتحدة الخاص الأخضر الإبراهيمي إلا أن الأبراهيمي صرح فيما بعد لجريدة نيويورك تايمز بإنه تم الضغط عليه من قبل بول بريمر لتزكية اياد علاوي لهذا المنصب حيث أن الأخضر الإبراهيمي استقال من مهمته بعد أسبوعين بسبب ما وصفه «بالمصاعب الجمة والإحباط».
ومن الإجراءات التي اتخذها إياد علاوي أثناء رئاسته للحكومة المؤقتة كانت إعادة العمل بحكم الإعدام حيث كان ملغيا في ظل سلطة الائتلاف الموحدة والعمل بقانون الطوارئ وحظر التجوال في بعض مناطق العراق أبان أحداث الفلوجة. والمطالبة بإخلاء أحمد الجلبي رئيس حزب المؤتمر الوطني العراقي وبإخلاء مكاتبه بعد أيام من إصدار قاض معين أمريكيا أمرا بالقبض على زعيم الحزب أحمد الجلبي.

## قائمة تشكيل الحكومة العراقية المؤقتة 2004
- رئيس الجمهورية غازي مشعل عجيل الياور
- نائب رئيس الجمهورية إبراهيم الجعفري
- نائب رئيس الجمهورية روز نوري شاويس
- رئيس الوزراء اياد علاوي
- نائب رئيس الوزراء برهم صالح
- وزيرة الزراعة سوسن علي الشريفي
- وزير الاتصالات محمد علي الحكيم
- وزير الثقافة مفيد محمد جواد الجزائري
- وزير الدفاع حازم شعلان
- وزيرة الهجرة والمهجرين باسكال إيشو وردة
- وزير التربية سامي المظفر
- وزيرالكهرباء أيهم السامرائي
- وزيرة البيئة مشكاة المؤمن
- وزير المالية عادل عبد المهدي
- وزير الخارجية هوشيار زيباري
- وزير الصحة علاء العلوان
- وزير التعليم العالي والبحث العلمي طاهر خلف جبر البكاء
- وزير الاعمار والإسكان عمر الفاروق سالم فاروق سعيد الدملوجي
- وزير حقوق الإنسان بختيار محمد أمين
- وزير الصناعة والمعادن حاجم الحسني
- وزير الداخلية فلاح النقيب
- وزير العدل مالك دوهان الحسن
- وزيرة البلديات والأشغال العامة نسرين برواري
- وزير النفط ثامر الغضبان
- وزير التخطيط مهدي الحافظ
- وزير العلوم والتكنلوجيا رشاد مندان عمر
- وزير التجارة محمد مصطفى الجبوري
- وزير النقل لؤي حاتم سلطان العرس
- وزير الشباب والرياضة علي فائق الغبان
- وزير الموارد المائية لطيف رشيد
- وزيرة العمل والشؤون الاجتماعية ليلى عبد اللطيف التميمي
- وزير الدولة لشؤون المحافظات: وائل عبد اللطيف
- وزيرة الدولة لشؤون المرأة: نرمين عثمان
- وزير الدولة: مامو فرهام عثمان
- وزير الدولة عدنان الجنابي
- وزير الدولة: قاسم داود

## وصلات خارجية
- قاعدة التشريعات والتنظيمات العراقية
- السلطة القضائية العراقية
- مجلس الوزراء العراقي
- مجلس النواب العراقي
- برنامج الأمم المتحدة الإنمائي
- برنامج إدارة الحكم في الدول العربية
- مكتب العراق لبرنامج الأمم المتحدة الإنمائي
- بعثـة الأمم المتحـدة لمســاعدة العراق - يونـامـي